# Max Ackermann
Max Ackermann (Berlin, 5. listopada 1887. – Unterlengenhardt, 14. studenog 1975.), njemački slikar.
Član je umjetničkog pokreta Der Blaue Reiter.